# Troms

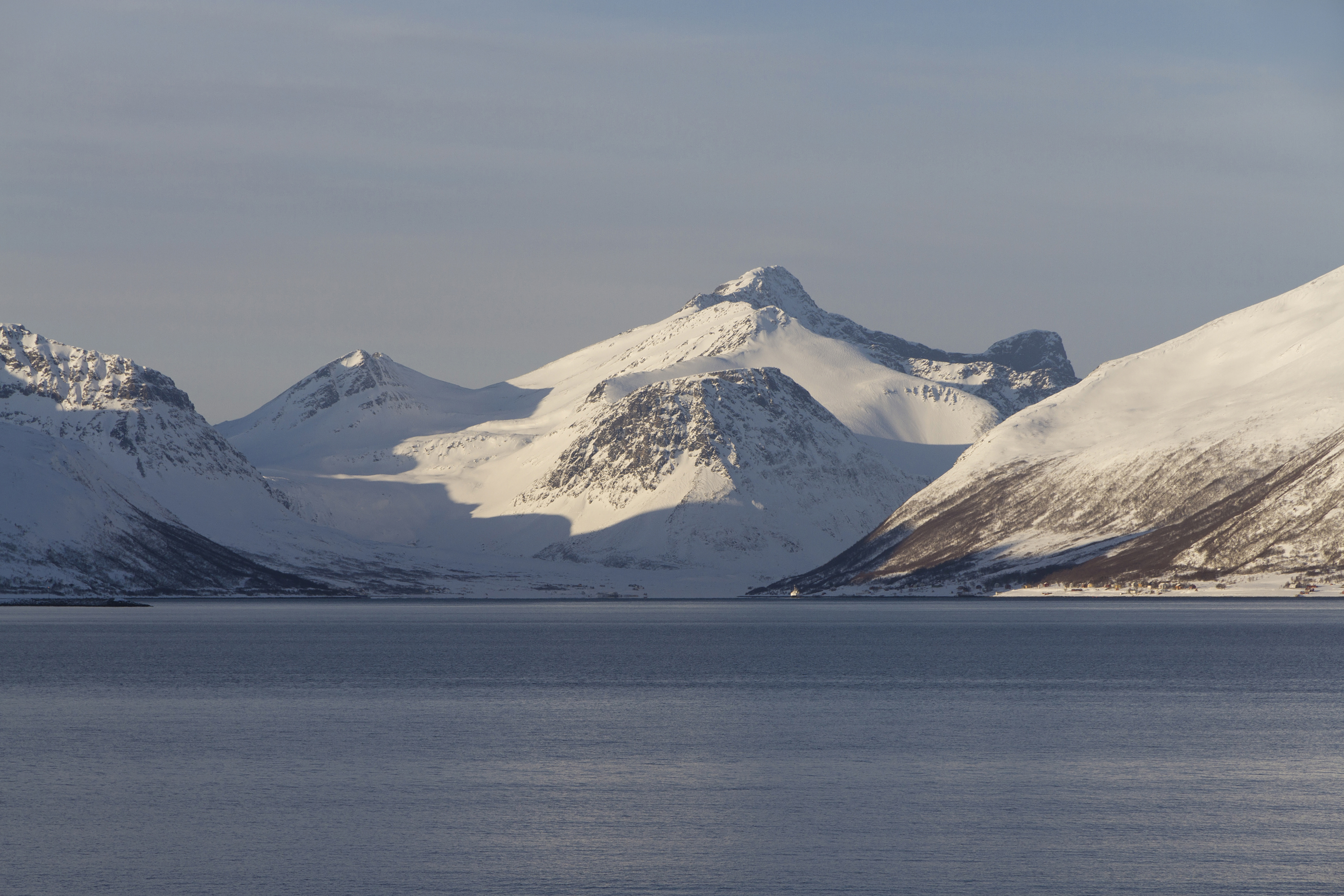
Arnøyhøgda, Laukslettinden, Tjuvtinden và Rødhetta nhìn từ Skattørsundet vào tháng 3 năm 2012.

Troms là một hạt của Na Uy. Hạt này có diện tích là km², dân số thời điểm năm là người. Chính quyền hạt đóng ở thành phố.
Hạt này giáp Finnmark về phía phía đông bắc và về phía tây nam giáp Nordland. Về phía nam là Norrbotten Lan tại Thụy Điển và xa hơn về phía đông nam một biên giới ngắn hơn với tỉnh Lapland ở Phần Lan. Về phía tây là biển Na Uy (Đại Tây Dương). Toàn bộ các quận nằm ở phía bắc của Vòng Bắc cực. Hạt này được thành lập năm 1866.
Troms có nhiều vịnh hẹp và các đảo miền núi; các ngọn núi cao nhất là 1.919 nằm trong đất liền. Cho đến năm 1919, hạt có tên là Tromsø amt. Vào ngày 1 tháng 7 năm 2006, tên gọi theo tiếng Bắc Sami tên cho hạt, Romsa, đã được cấp tư cách chính thức cùng với Troms. [1]